# Batalha de Osuchy
A Batalha de Osuchy (polonês: Bitwa pod Osuchami; às vezes referida como a Batalha do Rio Sopot, polonês: Bitwa nad Sopotem) foi uma das maiores batalhas entre a resistência polonesa e a Alemanha nazista na Polônia ocupada durante a Segunda Guerra Mundial, uma parte da Revolta de Zamość. Ocorreu perto da aldeia de Osuchy na Floresta Solska em 25-26 de junho de 1944 durante a Operação anti-partidária alemã Sturmwind II  (Operação Furacão II). A batalha terminou com a derrota das forças de resistência locais que sofreram pesadas baixas.

## Resultado
stima-se que cerca de 400 das 1 200 forças partidárias que enfrentaram os alemães em 24-25 de junho foram mortas (aproximadamente metade das perdas polonesas durante o Sturmwind II). A maior parte do resto se rendeu; alguns foram executados no local e muitos foram torturados para obter informações adicionais sobre a resistência; sobreviventes foram enviados para campos de concentração nazistas. No entanto, embora os alemães tenham enfraquecido os guerrilheiros, eles não conseguiram eliminá-los. Em julho, a resistência polonesa realizou a Operação Tempestade em todo o país e, na região de Zamość, a cidade de Szczebrzeszyn e a própria Zamość foram libertadas pelos guerrilheiros. Logo depois, a ofensiva soviética de Lublin-Bresteliminou os alemães da maior parte da região.
Atualmente em Osuchy existe um cemitério militar dedicado aos guerrilheiros que morreram na batalha.